# Mahesana (raza bovina)
Mahesana es una raza de búfalos del estado de Guyarat, India, productor de grandes cantidades de leche.